# Platylobium
Platylobium es un género de plantas con flores, perteneciente a la familia Fabaceae. Es originaria del sudeste de Australia, donde se producen en una gama de hábitats de las regiones costeras. Comprende 20 especies descritas y de estas, solo 4 aceptadas.

## Taxonomía
El género fue descrito por James Edward Smith y publicado en A Specimen of the Botany of New Holland 1: 17. 1793. La especie tipo es: Platylobium formosum  Sm.

## Especies
A continuación se brinda un listado de las especies del género Platylobium aceptadas hasta septiembre de 2012, ordenadas alfabéticamente. Para cada una se indica el nombre binomial seguido del autor, abreviado según las convenciones y usos.
- Platylobium alternifolium F.Muell.
- Platylobium formosum  Sm.
- Platylobium obtusangulum Hook.
- Platylobium triangulare R.Br.